# Arauca (departman)
Amazonas je kolumbijski departman koji se nalazi sjeverno od rijeke Orinoco. Na području ovog dpartmana nalaze se naftna polja Caño Limón koja daju 30% ukupnog izvoza nafte iz Kolumbije. Glavni grad je Arauca. 

## Općine
U departmanu Arauca se nalazi 11 općina:
1. Arauca
2. Arauquita
3. Cravo Norte
4. Fortul
5. Puerto Rondón
6. Saravena
7. Tame

## Vanjske poveznice
- Službene stranice  Arhivirana inačica izvorne stranice od 12. veljače 2021. (Wayback Machine)